# Custer (South Dakota)
Custer is een plaats (city) in de Amerikaanse staat South Dakota, en valt bestuurlijk gezien onder Custer County.

## Demografie
Bij de volkstelling in 2000 werd het aantal inwoners vastgesteld op 1.860.
In 2006 is het aantal inwoners door het United States Census Bureau geschat op 1.984, een stijging van 124 (6,7%).

## Geografie
Volgens het United States Census Bureau beslaat de plaats een oppervlakte van
4,7 km², geheel bestaande uit land. Custer ligt op ongeveer 1620 m boven zeeniveau.

## Plaatsen in de nabije omgeving
De onderstaande figuur toont nabijgelegen plaatsen in een straal van 36 km rond Custer.